# اندريا كوسو
اندريا كوسو (بالإنجليزية: Andrea Cossu)‏ (15 أغسطس 1984 في نيجيريا - ) هو لاعب كرة قدم نيجيري في مركز الوسط. لعب مع نادي أنكونا ونادي تريستينا ويونيفرسيتاتيا كرايوفا وASD Città di Foligno 1928 ‏ وPaganese Calcio 1926 ‏ وGC Biaschesi ‏ ولانشانو كالتشيو 1920 ‏.